# 476 Hedwig
476 Hedwig este un asteroid din centura principală, descoperit pe 17 august 1901, de Luigi Carnera.